# Troy Deeney
Troy Matthew Deeney (Birmingham, 29 de junho de 1988) é um futebolista inglês que joga como atacante.

## Carreira
Deeney iniciou sua carreira nos juvenis do Arsenal, e depois uniu-se ao Basileia Town. No dia 18 de dezembro de 2006, assinou com o Walsall e imediatamente foi cedido em empréstimo ao Halesowen Town pelo resto da temporada 2006–07. Foi nomeado jogador do ano do Walsall na temporada 2009–2010.

### Watford
Em 6 de agosto de 2010 foi contratado pelo Watford, equipe do qual é capitão desde a temporada 2014–15 na qual contribuiu com 21 gols à promoção do clube à Premier League pela primeira vez desde a temporada 2006–07. Ademais, converteu-se no primeiro jogador na história do Watford que anota 20 ou mais gols em três temporadas consecutivas.
Uma das partidas mais emblemáticas do jogador pelos Hornets aconteceu no dia 12 de maio de 2013. O Watford jogava contra o Leicester City em Vicarage Road, partida válida pelas semifinais dos playoffs da Championship para ascender à Premier League. Anthony Knockaert estava na iminência de bater o pênalti que selaria a classificação dos Foxes pra grande final, entretanto, Manuel Almunia defende a cobrança e a defesa afasta o rebote gerando um rápido contra ataque. Deeney marcou o gol da classificação do Watford no sétimo minuto dos acréscimos.

### Birgmingham
Após 419 jogos e 140 gols em 11 anos de fidelidade ao clube aurinegro, Deeney vira agente livre e decide defender a camisa do Birmingham, clube que sempre gostou na infância.